# هربرت فريزر موراي
هربرت فريزر موراي (بالإنجليزية: Herbert Frazier Murray)‏ هو محامي وقاضي أمريكي، ولد في 29 ديسمبر 1923 في والثام في الولايات المتحدة، وتوفي في 12 يوليو 1999 في بالتيمور في الولايات المتحدة.